# Zdenka (tvrtka)
Zdenka mliječni proizvodi d.o.o. je hrvatska prehrambena tvrtka iz Velikih Zdenaca, specijalizirana za proizvodnju mliječnih proizvoda.
Tvrtka Zdenka je osnovana 1897. godine u bilogorskom kraju koji je bio poznat po proizvodnji mlijeka, čemu su podlogu davali bogati pašnjaci. Vlasnici pogona poduzeću su nadjenuli ime Zdenka po svojoj kćeri Zdenki, čija je fotografija, uokvirena potkovom i četverolisnom djetelinom postala zaštitnim znakom tvrtke.
Nakon Drugog svjetskog rata tvrtka je nacionalizirana 1945. i prešla je u državno vlastništvo, u kojem je ostala sve do 2008. Zauzima značajno mjesto na tržištu mliječnih proizvoda i sinonim je za termički obrađeni sir, a proizvode izvozi diljem Europe i u SAD. Na hrvatskom tržištu ima 70% udjela u proizvodnji topljenih sireva. Zdenkini sirevi nose oznaku Hrvatske kvalitete i certifikat ISO 22000, a u tijeku je ishođenje certifikata za IFS standard.

## Vanjske poveznice
- Službene stranice tvrtke